# Milan Švajgr
Milan Švajgr (* 24. února 1925, Bohumín) je český atlet, běžec na střední a dlouhé tratě.

## Život
Milan Švajgr se narodil roku 1925 v Bohumíně. Roku 1943 se začal v klubu ČSK Hranice aktivně věnovat sportu. V roce 1946 začal závodit za Sokol Opava. Od mládí jej pojilo přátelství s Emilem Zátopkem, společně běhali kolem Bečvy.
V letech 1949 – 1953 vybojoval Milan Švajgr celkem čtyři tituly mistra Československa. Roku 1949 při závodu na 5 000 metrů v Praze skončil druhý za Emilem Zátopkem, ale porazil vítěze z londýnské olympiády 1948, Švéda Toreho Sjöstranda.
Na základě sportovních úspěchů a dobré formy, která předpovídala slibné umístění na olympiádě v Helsinkách, byl zařazen do olympijské reprezentace. Plány však zhatila kádrová komise, která mu zakázala odcestovat z Československa. Důvodem pro tento zákaz bylo vyjádření jednoho z členů komise – Emila Zátopka – že by se Švajgr pravděpodobně zpět do vlasti nevrátil. Ani tento Zátopkův krok však zásadně neovlivnil přátelství, které oba sportovce pojilo a Zátopek se později Švajgrovi za své jednání omluvil. Ještě v roce 1952 pak Švajgr Zátopka porazil v závodě na 3 000 metrů na opavském Tyršově stadionu.
Mezi lety 1967 a 1971 vykonával funkci předsedy atletického oddílu Slezan Opava. Milan Švajgr vystudoval právo a jako právník se také celý život živil. Do důchodu odešel ve svých 76 letech, stále žije v Opavě a aktivně se věnuje sportu.
Roku 2015 převzal Milan Švajgr z rukou opavského primátora Martina Vítečka Cenu statutárního města Opavy. Na toto ocenění jej navrhl jiný opavský běžec Jiří Sýkora